# Мануель Дімех
Мануель Дімех (мальт. Manwel Dimech, 25 грудня 1860, Валлетта, Мальта — 17 квітня 1921, Александрія, Єгипет) — мальтійський філософ, письменник та журналіст. Видатний діяч національно-визвольного та профспілкового рухів.

## Життєпис

### Юність
Народився 25 грудня 1960 року у місті Валлетта на Мальті у сім'ї скульпторів. На час народження Мануеля у сім'ї був важкий період - вони ледве зводили кінці з кінцями, жили в однокімнатній квартирі. Батько мав слабке здоров'я, він помер у віці 37 років, залишивши вдову з десятьма дітьми (Мануелю в цей час було 13 років).
Вже через два тижні після смерті батька, він здійснив свій перший злочин - за крадіжку їжі відсидів два дні у карцері. Згодом, за наступні чотири роки, він ще дев'ять разів потрапляв до в'язниці за крадіжки та розбійний напад. У 1878 році 17-річний Мануель Дімех здійснив ненавмисне вбивство, за що отримав дванадцять років ув'язнення. Згодом йому присудили ще сім років за торгівлю фальшивими грошима.
У в'язниці навчився писати та читати. Вивчав літературу, граматику, політику, історію, філософію. Став завзятим читачем. У нього проявилась схильність до вивчення мов: досконало вивчив мальтійську, англійську, французьку та італійську мови. Пізніше він заробляв на життя викладанням цих мов. Цікавився політикою та філософією, вивчав структурні причини злиднів і гноблення. Звільнився з в'язниці у 1897 році (у віці 36 років), відсидівши 19 років.

### Публічне життя
Вийшовши на волю, Дімех зайнявся громадською діяльністю. Він заснував тижневик «Il-Bandiera tal-Maltin» (Прапор Мальти). Газета виходила мальтійською мовою. В газеті він досліджував причини гноблення в країні, яка була колонією Великої Британії з 1800 року, а до цього належала Католицькій Церкві з незапам'ятних часів. Крім того, Дімех запропонував рухатись вперед: він зухвало зазначав, що Мальта одного разу може стати економічно самодостатньою незалежною республікою. Усього вийшло 462 випуски його газети. Крім того Дімех опублікував два романи, книги з граматики (італійською, англійською, французькою та мальтійською мовами) та брошури.
У 1903 році відвідав Чорногорію. Там він пробув три тижні, вивчаючи місцеву суспільно-політичну ситуацію. Згодом Дімех двічі відвідував Північну Італію (Генуя, Мілан і Турин), де, в цілому, провів майже чотири роки. Там він знайомився з профспілковим рухом. Вивчав взаємини між державою та Церквою.
Повернувшись на батьківщину, він загорівся ідеєю повного реформування суспільної системи на Мальті. Його головна мета полягала в тому, щоб витягнути народ з-під гніту британського колоніального уряду, католицької церкви, привілейованого класу, землевласників тощо. Його стратегія полягала в створення нового низового класу людей, до якого згодом примкнуть неписьменні, знедолені і незаможні маси. Його кінцевою метою було зробити Мальту промислово розвиненою країною, яка зможе стати економічно самостійною і, врешті-решт, політично незалежною.
У 1911 році, для просування своїх ідей, заснував спілку «Ix-Xirka ta' l-Imdawlin» (Ліга просвітлення), що поєднувала у собі риси соціального клубу, правозахисної організації, благодійної школи для неграмотних людей та політичної партії. Членами спілки були не лише представники нижчого класу, а й заможні люди. Майже відразу дії організації засудила Церква, що мала велику владу на Мальті. Незабаром Мануель Дімех був відлучений від Церкви, його організація була заборонена. Проте через рік Дімех відродив спілку під назвою Ix-Xirka tal-Maltin (Ліга Мальти).
Але католицька церква не була єдиною установою, незадоволеою Дімехом. Британський колоніальний уряд був незадоволений його впливом серед робітників Королівських верфів. Можлива революція загрожувала використанню Мальти як однієї з основних середземноморських військово-морських баз Його Величності. Британія почала вважати небезпечним рух, що заснував Дімех.

### Вигнання та смерть
У 1912 році Мануеля Дімеха заарештували. Йому інкримінували шпигунство на користь Німеччини. Губернатор Мальти наказав вислати Дімеха на Сицилію. Проте місцева влада попросила залишити країну. Дімех переселився в Єгипет, що був під протекторатом Британії. Там його знову заарештували, на цей раз востаннє. Він сім років провів у в'язницях Каїра та Александрії. Різні прохання про повернення на Мальту були відхилені британським колоніальним урядом на Мальті. Не допомогли неодноразово зроблені звернення Верховного головнокомандувача Єгипетськими експедиційними силами Едмунда Алленбі та Державного секретаря у справах колоній Вінстона Черчилля.
Здоров'я Мануеля Дімеха погіршилось. У листопаді 1920 року його паралізувало. Його перевели у госпіталь, що знаходився у приміщені коледжу Вікторії. Там Дімех помер 17 квітня 1921 року. Його поховали без церемонії. На могилі не було розпізнавальних знаків і тому його місце поховання невідоме.